# Cryptus spiralis
Cryptus spiralis är en stekelart som först beskrevs av Geoffroy 1785.  Cryptus spiralis ingår i släktet Cryptus och familjen brokparasitsteklar. Inga underarter finns listade i Catalogue of Life.